# 李巍 (1963年)
李巍（1963年9月—），山东茌平人，汉族，中国共产党党员。中华人民共和国政治人物、第十三届全国人民代表大会天津市代表。

## 生平
2018年，李巍被选为天津市出席第十三届全国人民代表大会代表。